# Псковская наступательная операция
Псковская наступательная операция — наступательная операция войск Ленинградского фронта, проведённая в период с 9 марта по 15 апреля 1944 года.

## Цель операции
Силами трёх армий при поддержке авиации обойти с юга город Псков и, окружив противника, освободить город. Силами 42-й, 67-й и 54-й армии при поддержке авиации 13-й воздушной армии перейти в наступление и прорвав оборонительный рубеж выйти в тыл немецких войск. Силами 42-й и 67-й армий завершить окружение города Псков, подавив сопротивление обороняющихся войск. К назначенному сроку выйти на рубеж Лезги — Малы — Изборск — Локно.

## Силы сторон

### Вермахт
Действовавшая против советских войск 18-я армия (генерал-полковник Георг Линдеман (по 29 марта 1944), генерал артиллерии Герберт Лох (с 29 марта 1944) из состава Группы армий «Север» немецких войск состояла из пехотных и гренадерских дивизий СС, нескольких отдельных частей:
- 28-й армейский корпус
  - 21-я пехотная дивизия
  - 30-я пехотная дивизия
- 38-й армейский корпус
  - 121-я пехотная дивизия[2]
  - 212-я пехотная дивизия[2]
  - 24-я пехотная дивизия[2]
- 50-й армейский корпус
  - 218-я пехотная дивизия
  - 19-я гренадерская дивизия СС (2-я латвийская)
  - 126-я пехотная дивизия
  - 93-я пехотная дивизия
  - 15-я гренадерская дивизия СС (1-я латвийская)
  - Боевая группа речных катеров

### РККА
Ленинградский фронт:
- 42-я армия (генерал-полковник Масленников, Иван Иванович (по 14.03.1944);генерал-лейтенант Романовский, Владимир Захарович (с 14.03.1944 по 24.03.1944); генерал-лейтенант Свиридов, Владимир Петрович (с 24.03.1944)[3]: 98 ск (53 гв., 245, 326 сд), 108 ск (90, 128 сд), 118 ск (85, 376 сд), 123 ск (168, 196, 291 сд), 79 УР, 51 пабр, 129 кап, 14 гв., 260, 561, 1486 пап, 599 гап, 304, 384, 705, 1973 иптап, 52 гв. отпадн, 122, 127, 281, 533, 534 минп, 20, 38, 321 гв. мп, 32 зенад (1377, 1387, 1393, 1413 зенап), 631 зенап, 72, 73, 108 озадн, 220 тбр, 46 и 260 гв., 51, 98, 261 отп, 750, 1294 сап, 1, 2 оабрб, 54, 585 оиб;
- 67-я армия[2] (Генерал-лейтенант В. П. Свиридов (по 23 марта 1944); Генерал-лейтенант В. З. Романовский)[3]: 7 ск (65, 239, 310 сд), 110 ск (18, 46, 56 сд), 116 ск (86, 224, 268 сд), 2 ад (20 лабр, 7 пабр, 10 гв. габр), 121 габр БМ, 8 кап, 267 гв., 21, 448 пап, 289, 509, 641, 690 иптап, 5 минбр, 134, 175, 193, 504 минп, 10 и 12 гв. мбр, 18, 319 и 320 гв. мп, 45 зенад (707, 737, 1465, 1466 зенап), 970, 988 зенап, 71, 613, 758 озадн, 36 гв., 40, 226, 511 отп, 401 гв., 768, 1902 сап, 53, 325, 367 оиб, 927 осапб, 8 ооб.
- 54-я армия (генерал-лейтенант Рогинский, Сергей Васильевич)[3][4]: 99 ск (229, 265, 311 сд), 111 ск (44, 225, 288 сд), 119 ск (198, 285, 364 сд), 2, 150 УР, 13, 71 и 223 гв., 1096, 1097 пап, 30 минбр, 192, 194, 499, 500, 506 минп, 28 гв. мп, 41 зенад (244, 245, 463, 634 зенап), 1467 зенап, 461 озадн, 16 тбр, 33 гв., 258 отп, 1196, 1197 сап, 107, 500, 501, 502 отб, 11, 34, 35, 44 оаэсб, 48 оабрб, 23, 32, 48, 50 одн брп, 4 обрп, 2 гв. ибр с/н, 12 исбр, 35, 135, 364, 539 оиб, 38, 55 пмб.

Штрафные подразделения фронтового подчинения Ленинградского фронта:
- 14 отдельный штрафной батальон

Авиационную поддержку осуществляла 13-я воздушная армия (генерал-лейтенант авиации Рыбальченко Степан Дмитриевич) силами частей и соединений:

| - 280-я смешанная авиационная дивизия, - 277-я штурмовая авиационная дивизия, - 269-я истребительная авиационная дивизия, - 275-я истребительная авиационная дивизия, - 281-я штурмовая авиационная дивизия, - 276-я бомбардировочная авиационная дивизия, - 13-й отдельный разведывательный авиационный полк, - 742-й отдельный разведывательный авиационный полк, - 386-й ночной бомбардировочный авиационный полк, | - 283-й истребительный авиационный полк, - 844-й транспортный авиационный полк, - 3-й авиационный полк ГВФ, - 12-я отдельная корректировочная разведывательная авиационная эскадрилья, - 44-я отдельная корректировочная разведывательная авиационная эскадрилья, - 49-я отдельная корректировочная разведывательная авиационная эскадрилья, - 52-я отдельная корректировочная разведывательная авиационная эскадрилья, - 59-я отдельная корректировочная разведывательная авиационная эскадрилья, - 72-я отдельная корректировочная разведывательная авиационная эскадрилья. |

Привлекались также части и соединения дальней авиации:
- 8-я гвардейская авиационная дивизия дальнего действия:
  - 8-й гвардейский авиационный полк дальнего действия;
  - 12-й гвардейский авиационный полк дальнего действия;
  - 19-й гвардейский авиационный полк дальнего действия.
- 53-я авиационная Сталинградская дивизия дальнего действия;
  - 1-й гвардейский авиационный полк дальнего действия;
  - 23-й гвардейский авиационный полк дальнего действия;
  - 1-й гвардейский авиационный полк дальнего действия;
- 2-я гвардейская авиационная Севастопольская дивизия дальнего действия:
  - 3-й гвардейский бомбардировочный авиационный Смоленский полк;
  - 18-й гвардейский бомбардировочный авиационный Севастопольский полк;
  - 327-й бомбардировочный авиационный полк.

## Ход операции
Части 67-й и 54-й армий вели наступательные бои в период с 9 по 15 марта. За весь период боёв войска ощутили сильное сопротивление и постоянные контратаки немецких войск.
Второе наступление войск 67-й и 54-й армий в период с 31 марта по 15 апреля 1944 года позволило прорвать оборону противника на фронте протяжённостью в 18 км и продвинулись вглубь на 13 км, выйдя на рубеж (исключительно) Крапивинка, Яванова, (исключительно) Альхимово.

## Итоги операции
Советские войска на фронте протяженностью в 18 км и продвинулись вглубь на 13 км.

## Воины, удостоенные наград за операцию
- Архипов Юрий Михайлович, старший сержант, командир отделения 1216-го стрелкового полка 364-й стрелковой дивизии 54-й армии Ленинградского фронта, Указом Президиума Верховного Совета СССР от 24 марта 1945 года за образцовое выполнение боевых заданий командования на фронте борьбы с немецко-фашистскими захватчиками и проявленные при этом мужество и героизм удостоен звания Героя Советского Союза с вручением ордена Ленина и медали «Золотая Звезда». Золотая Звезда № 8031[6].
- Ермаков Дмитрий Васильевич, лейтенант, командир звена 159-го истребительного авиационного полка 275-й истребительной авиационной дивизии 13-й воздушной армии Ленинградского фронта, Указом Президиума Верховного Совета СССР от 23 февраля 1945 года за мужество и героизм, проявленные в воздушных боях с немецко-фашистскими захватчиками удостоен звания Героя Советского Союза с вручением ордена Ленина и медали «Золотая Звезда». Золотая Звезда № 7625[6].
- Коняхин Василий Дмитриевич, старший лейтенант, заместитель командира — штурман эскадрильи 287-го истребительного авиационного Новгородского ордена Суворова полка 269-й истребительной авиационной дивизии 13-й воздушной армии Ленинградского фронта, Указом Президиума Верховного Совета СССР от 18 августа 1945 года за образцовое выполнение боевых заданий командования на фронте борьбы с немецко-фашистскими захватчиками удостоен звания Героя Советского Союза с вручением ордена Ленина и медали «Золотая Звезда». Золотая Звезда № 7948[6].
- Кабанов Евгений Иванович, гвардии старший лейтенант, штурман звена 12-го гвардейского пикирующего бомбардировочного авиационного полка 8-й минно-торпедной авиационной дивизии ВВС Балтийского флота, за мужество и героизм, проявленные в боях Указом Президиума Верховного Совета СССР от 22 июля 1944 года удостоен звания Героя Советского Союза с вручением ордена Ленина и медали «Золотая Звезда». Золотая Звезда № 4004[6].
- Каштанкин Виктор Николаевич, гвардии майор, помощник командира 7-го гвардейского штурмового авиационного полка 9-й штурмовой авиационной дивизии ВВС Балтийского флота, за образцовое выполнение боевых заданий командования на фронте борьбы с немецко-фашистскими захватчиками и проявленные при этом мужество и героизм Указом Президиума Верховного Совета СССР от 31 мая 1945 года удостоен звания Героя Советского Союза. Посмертно[6].
- Лукин Василий Петрович, капитан, командир авиационной эскадрильи 287-го истребительного авиационного полка 269-й истребительной авиационной дивизии 13-й воздушной армии Ленинградского фронта, Указом Президиума Верховного Совета СССР от 26 октября 1944 года за мужество и героизм, проявленные в боях удостоен звания Героя Советского Союза с вручением ордена Ленина и медали «Золотая Звезда». Золотая Звезда № 5410[6].
- Одноворченко Степан Савельевич, майор, командир эскадрильи 448-го штурмового авиационного полка 281-й штурмовой авиационной дивизии 13-й воздушной армии Ленинградского фронта, за образцовое выполнение боевых заданий командования на фронте борьбы с немецко-фашистскими захватчиками и проявленные при этом мужество и героизм Указом Президиума Верховного Совета СССР от 23 февраля 1945 года удостоен звания Героя Советского Союза с вручением ордена Ленина и медали «Золотая Звезда». Золотая Звезда № 5330[6].
- Петушков Алексей Свиридович, гвардии подполковник, заместитель командира 3-го гвардейского авиационного полка 2-й гвардейской авиационной дивизии 2-го гвардейского авиационного корпуса авиации дальнего действия, Указом Президиума Верховного Совета СССР от 19 августа 1944 года за образцовое выполнение боевых заданий командования по уничтожению живой силы и техники противника и проявленные при этом мужество и героизм удостоен звания Героя Советского Союза с вручением ордена Ленина и медали «Золотая Звезда». Золотая Звезда № 5095[6].
- Сапожников Владимир Васильевич, майор, заместитель командира эскадрильи 23-го авиационного полка 53-й авиационной дивизии 5-го авиационного корпуса дальнего действия, Указом Президиума Верховного Совета СССР от 19 августа 1944 года за образцовое выполнение боевых заданий командования на фронте борьбы с немецко-фашистскими захватчиками и проявленные при этом мужество и героизм удостоен звания Герой Советского Союза. Золотая Звезда № 4461[6].